# 요네키쓰 마사타케
요네키쓰 마사타케(일본어: 米津政武, 1638년 ~ 1708년 8월 12일)는 에도 시대 전기의 다이묘이다. 무사시 구키 번 초대 번주를 지냈다.
| 전임 요네키쓰 다다모리 | 제3대 요네키쓰씨 다다마사류 당주 1684년 ~ 1698년 | 후임 요네키쓰 마사노리 |

| 전임 요네키쓰 다다모리 | 무사시국·셋쓰국·가와치국의 다이묘 (요네키쓰가) 1684년 | 후임 무사시 사이타마군 구키로 번청 이전 |

|  | 제1대 구키 번 번주 (요네키쓰가) 1684년 ~ 1698년 | 후임 요네키쓰 마사노리 |